# 阿米伊 (塞纳-马恩省)
阿米伊（法語：Amillis，法語發音：[amiji] ⓘ）是法国塞纳-马恩省的一个市镇，属于莫城区。

## 地理
阿米伊（48°44'28"N, 3°7'43"E）面积20.06 平方千米，位于法国法蘭西島大區塞纳-马恩省，该省份为法国北部内陆省份，北起瓦兹省，西接埃松省、马恩河谷省、塞纳-圣但尼省和瓦兹河谷省，南至卢瓦雷省，东南接约讷省，东临马恩省和奥布省，东北接埃纳省。
与阿米伊接壤的市镇（或旧市镇、城区）包括：布里地区沃杜瓦、博泰伊-桑、布里地区沙伊、舍夫吕、达尼、茹伊勒沙泰勒、布里地区马罗勒。
阿米伊的时区为UTC+01:00、UTC+02:00（夏令时）。

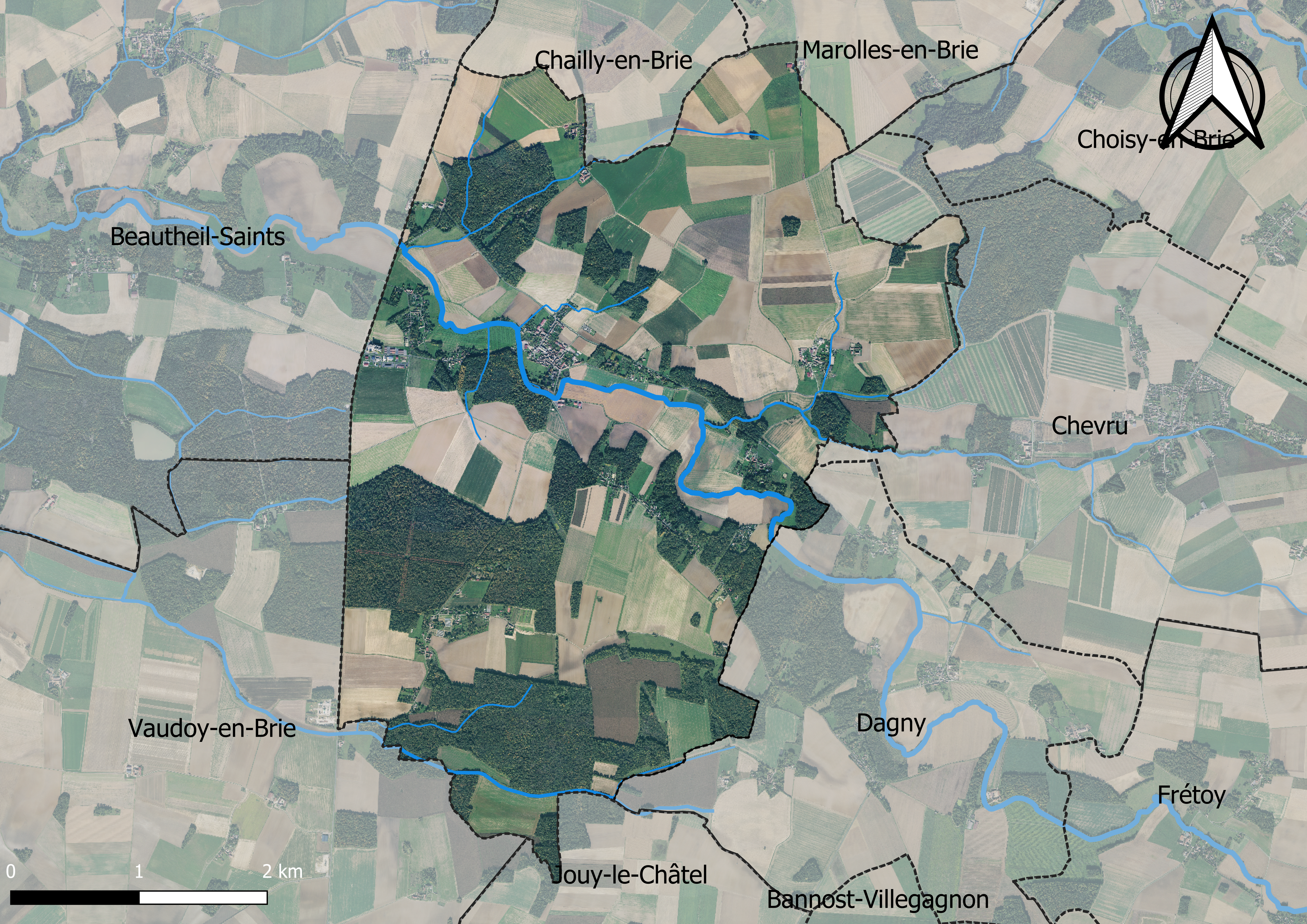
阿米伊的卫星图

## 行政
阿米伊的邮政编码为77120，INSEE市镇编码为77002。

## 政治
阿米伊所属的省级选区为库洛米耶县。

## 人口

1962-2008年间阿米伊人口变化图示

阿米伊于2022年1月1日时的人口数量为821人。